# Григориополь
Григорио́поль (рум. Grigoriopol; молд. Григориопол; укр. Григоріополь) — город, административный центр Григориопольского района Приднестровья (контролируется непризнанной Приднестровской Молдавской Республикой, согласно административно-территориальному делению Республики Молдова территория Молдовы). Находится в 45 км к северо-западу от Тирасполя, у впадения речки Чорна в Днестр. В подчинении Григориопольского горсовета также находятся сёла Красная Горка и Красное.

## Население
Численность населения города по состоянию на 1 января 2014 года составляла 9 381 человек, в 2010 году — 9,5 тыс. человек.
Национальный состав города (по переписи 2004 года):
- молдаване — 5211 чел. (50,83 %)
- русские — 3036 чел. (29,61 %)
- украинцы — 1666 чел. (16,25 %)
- немцы — 74 чел. (0,72 %)
- болгары — 57 чел. (0,56 %)
- белорусы — 48 чел. (0,47 %)
- гагаузы — 23 чел. (0,22 %)
- евреи — 12 чел. (0,12 %)
- другие — 125 чел. (1,22 %)
- Всего — 10252 чел. (100,00 %)

## История

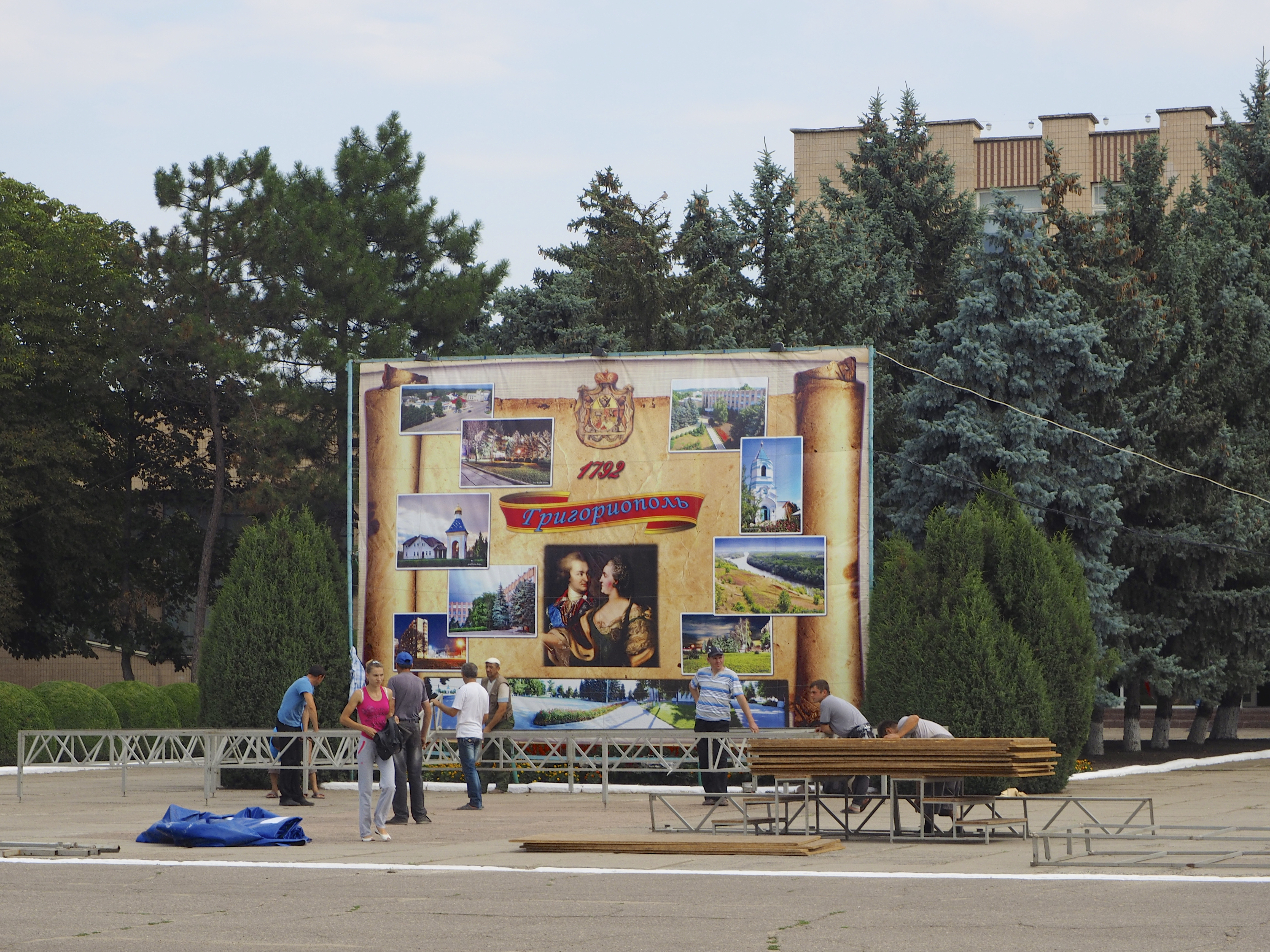
В центре Григориополя

Город Григориополь — древний населённый пункт, ранее известный, как Коморул, Чорна и Чорна-пе-Нистру. Территория района была издавна заселена, о чём свидетельствуют археологические раскопки близ сёл Бутор, Токмазея, Красногорка. В IX—XII вв. эти земли входили в состав Древнерусского государства и Галицко-Волынского княжества. Затем здесь господствовали литовские феодалы, турки, татары. Первые поселения молдаван в этих местах — Спея, Тея, Ташлык, Бутор, Делакеу, Малаешты и др. возникли в XVII—XVIII вв. В 1791 году по Ясскому мирному договору эти земли отошли к России. Григориополь был основан в 1792 году по Указу Екатерины II и заселен армянскими переселенцами. Существуют документы, свидетельствующие о двух версиях, в честь кого был назван город. По одному предписанию князь Потёмкин повелел назвать новый город армян Григориополем «в честь ангела своего», а по другому предписанию «повелел составить из селения их город во имя святого Григория Просветителя всея Армении». Жителей в 1799 году было 3435, в 1887 году — 6165.
В 1897 году в городе насчитывалось 7605 человек (молдаван — 3 740, русских — 1 832, евреев — 832, украинцев — 707, армян — 406) Созданная армянская колония к 30-м гг. XIX в. превратилась в значимый торговый центр юга России. Основные занятия жителей города наряду с земледелием — торговля и ремесла (в первую очередь кожевенные). Позже в связи с утратой привилегий значение города падает. Прибывающее молдавское, украинское и еврейское население разнообразит этнический состав города. В последующие годы вплоть до 1918 г. Григориополь — заштатный город Тираспольского уезда Херсонской губернии.
Советская власть в Григориополе была установлена в январе 1918 года. 12 октября 1924 года был образован Григориопольский район Молдавской АССР.
20 октября 1938 года Григориополь получил статус посёлка городского типа.
В 1958 году в связи с укрупнением районов МССР район был расформирован и разделён между Дубоссарским и Тираспольским районами. Указом Президиума Верховного Совета МССР от 21 июня 1971 года Григориопольский район был воссоздан. Во времена МССР в Григориополе было развито виноделие, работал консервный завод. В 1970 году население составляло ок. 8 тыс. человек.
17 июня 2002 года Решением Верховного Совета Приднестровской Молдавской Республики Григориополю присвоен статус города.

## Улицы
В 1920-х годах, с приходом к власти большевиков, в Григориополе были переименованы все дореволюционные названия улиц.
| Дореволюционные названия | Современные (советские) названия |
| ------------------------ | -------------------------------- |
| Екатерининская улица     | Карла Маркса (северная часть)    |
| Потёмкинская улица       | Карла Маркса (южная часть)       |
| Русская улица            | Куйбышева                        |
| Армянская улица          | Ленина                           |
| Кожевенная улица         | 1 мая                            |
| Килийская улица          | Фрунзе                           |
| Худобашевская улица      | Дзержинского                     |
| Еврейская улица          | Гризодубовой                     |
| Измайловская улица       | Байдукова                        |
| Торговая улица           | Леваневского                     |
| Днестровская улица       | Кирова                           |

## Типы зданий
В Григориополе преобладают одноэтажные постройки, центральная часть поселения состоит в основном из трёх-девятиэтажных зданий.

## Экономика
В городе действуют шахта по добыче строительного котельца, карьер по добыче гравия и песка.

## Город в нумизматике
В 2017 году Приднестровский республиканский банк выпустил памятную монету номиналом в один рубль ПМР.